# Kruszyniec (województwo kujawsko-pomorskie)
Kruszyniec – wieś w Polsce położona w województwie kujawsko-pomorskim, w powiecie bydgoskim, w gminie Sicienko.

## Podział administracyjny
W latach 1975–1998 miejscowość administracyjnie należała do województwa bydgoskiego.

## Demografia
Według Narodowego Spisu Powszechnego (III 2011 r.) miejscowość liczyła 92 mieszkańców. Jest dwudziestą co do wielkości miejscowością gminy Sicienko.

## Nazwa
Pod zaborem pruskim miejscowość nosiła nazwy Kruschin i Kruschin Kolonie oraz w latach 1942-1945 Kruschhauland.

## Historia
Wieś założono 1 sierpnia 1834 jako Kolonie Kruschin. W 1835 roku mieszkało w niej 51 osób w 6 domach.

## Pomniki przyrody
We wsi rośnie 8 dębów szypułkowych o obwodach 250, 223, 256, 250, 265, 343, 260 i 230 cm, uznanych za pomnik przyrody.

## Obiekty zabytkowe
We wsi położone są dwie zagrody z początku XX w. ujęte w rejestrze zabytków. Jedna z zagród składa się z murowanego domu z 1902 roku, w późniejszych latach przebudowanego oraz zabudowań gospodarczych powstałych w latach 1912-1928. Druga zagroda składa się z murowanego domu z 1906 roku, wraz z budynkami gospodarczymi, wybudowanymi w latach 1910-1922.

## Most na Kanale Bydgoskim
Most zwany "most Owczy"  ("Schafbrücke") służył właścicielom majątku Kruszyn do przeprawy owiec na łąki w Lisim Ogonie. Zburzono go w marcu 1890 r. ponieważ utrudniał żeglugę na kanale (wys. 4,9 metrów). W 1892 r. odbyła się rozprawa sądowa którą wygrali właściciele majątku Kruszyn. W kwietniu 1894 r. most odbudowano. Budowniczym mostu był cieśla o nazwisku Körnig. Drewniany most zastąpiono stalowym w 1916 r. We wrześniu 1939 r. został wysadzony przez wycofujące się z "Przedmościa bydgoskiego" polskie oddziały. Odbudowany przez niemiecką firmę Windschild-Langelott w 1941 roku. Wysadzony ponownie przez wycofujące się oddziały niemieckie w 1945 roku, został odbudowany w 1984. Aktualnie szerokość przęsła mostu wynosi 18 m a wysokość wody żeglownej 4,31 m. Konstrukcję stalową mostu wykonano w "Rombacher Hüttenwerke" w lotaryńskim mieście Rombas.

## Dawne cmentarze
Na terenie wsi zlokalizowany jest nieczynny cmentarz ewangelicki.